# تور سرخ
تور سرخ (به انگلیسی: The Red Tour) سومین تور کنسرت خواننده-ترانه‌سرای آمریکایی تیلور سوئیفت است. این تور در حمایت از چهارمین آلبوم استودیوی‌اش سرخ (۲۰۱۲) برگزار شد. این تور در تاریخ ۱۳ مارس ۲۰۱۳ در اوماها، نبراسکا آغاز شد و در تاریخ ۱۲ ژوئن ۲۰۱۴ در کالنگ، سنگاپور به پایان رسید.

## لیست ترانه‌ها
لیست مجموعه‌های زیر نماینده نمایش دوم در اوماها، نبراسکا است. این نماینده تمام کنسرت‌ها در طول تور نیست.
1. «احساس مقدس»
2. «زمین مقدس»
3. «سرخ»
4. «تو مال منی»
5. «خوش شانس»
6. «بدجنس»
7. «بمان بمان بمان»
8. «۲۲»
9. «اسب سفید»
10. «همه چیز تغییر کرده‌است»
11. «آغاز دوباره»
12. «پرواز جرقه‌ها»
13. «می‌دانستم تو مشکل‌سازی»
14. «همه‌اش را خیلی خوب»
15. «داستان عشق»
16. «خائنانه»
17. «ما هرگز به یکدیگر بازنمی‌گردیم»

## نگارخانه

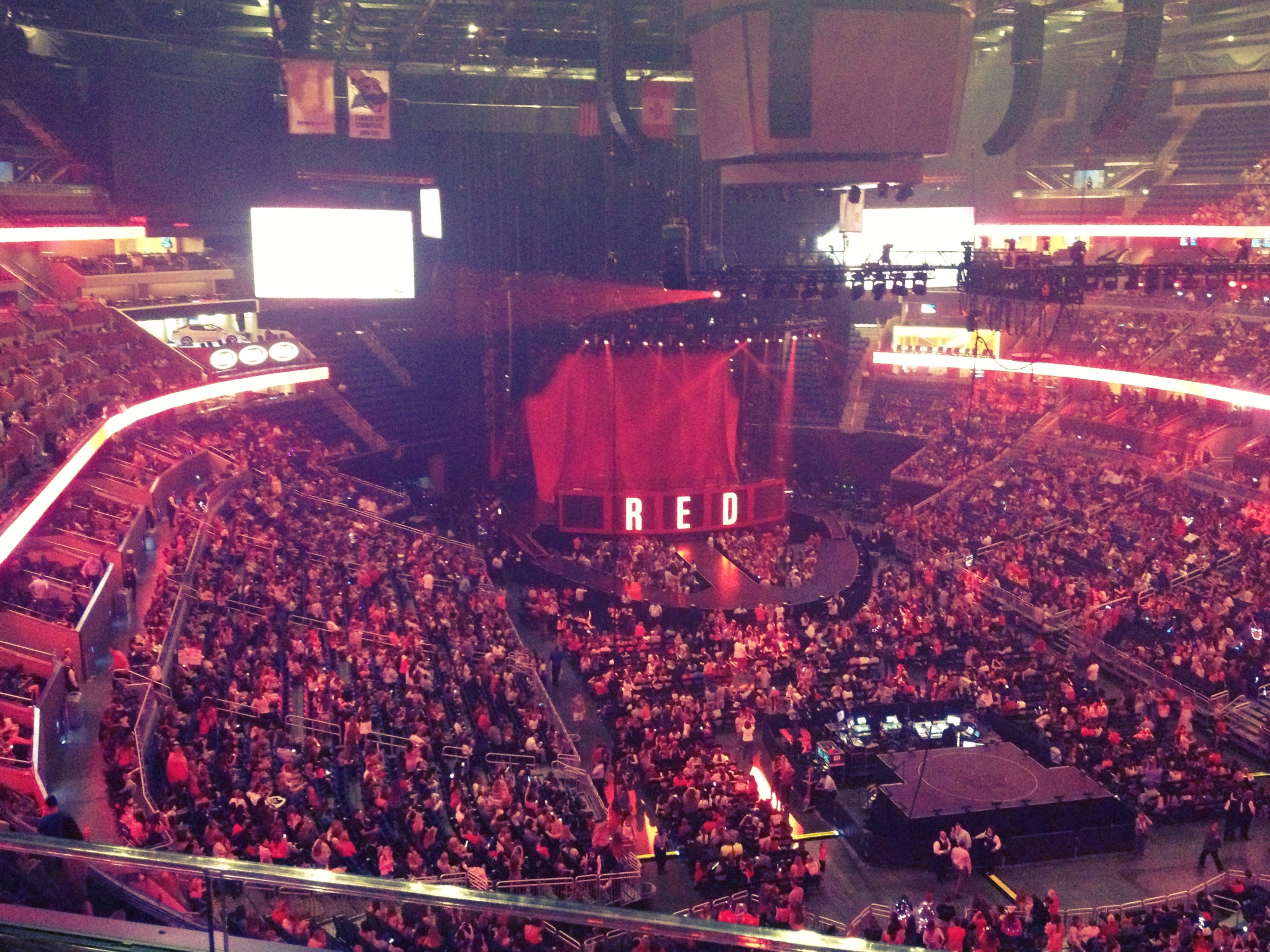
نمای کلی صحنه نمایشی از تور سرخ در مرکز «اموی، اورلاندو» قبل از نمایش.
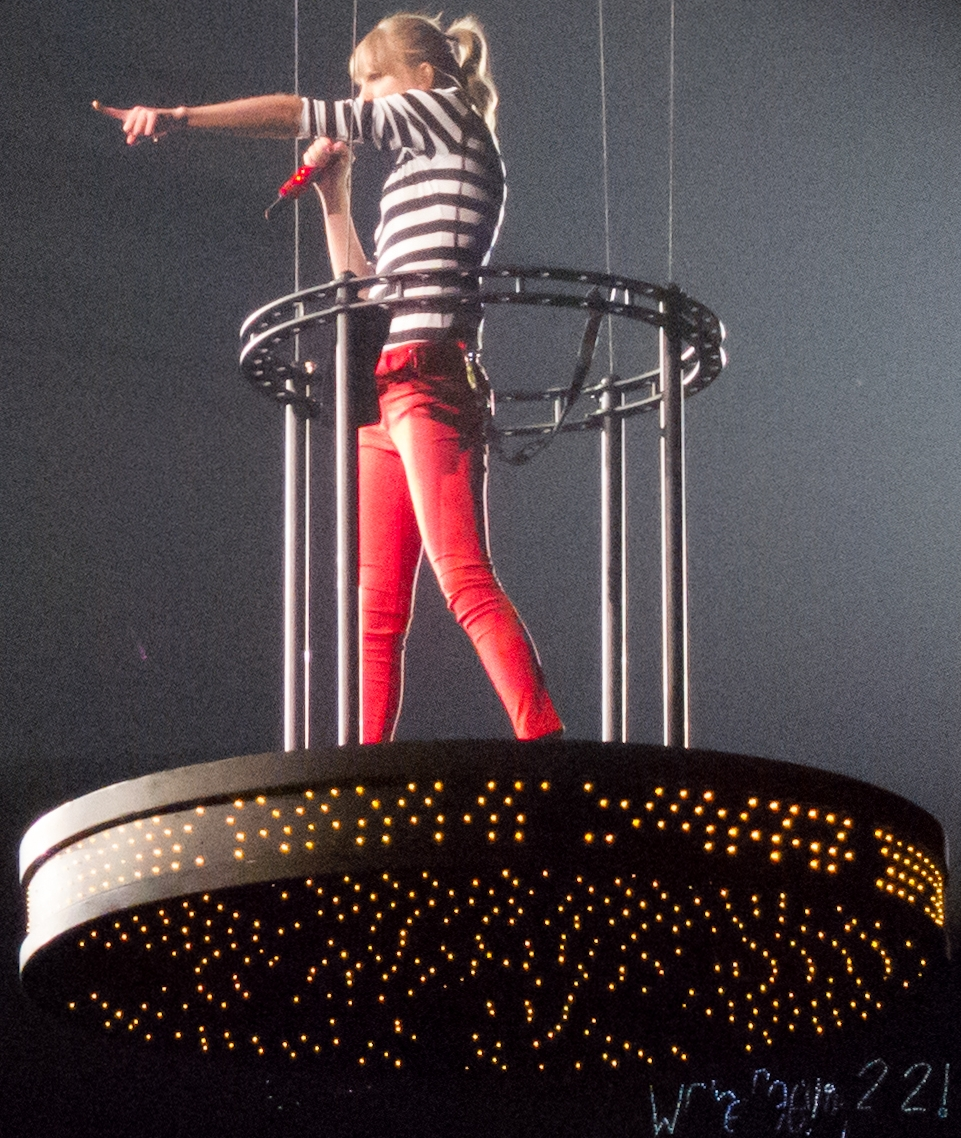
سوئیفت در حین اجرای «پرواز جرقه‌ها» از مرحله B به مرحله اصلی با یک قفس پرواز حرکت کرد.
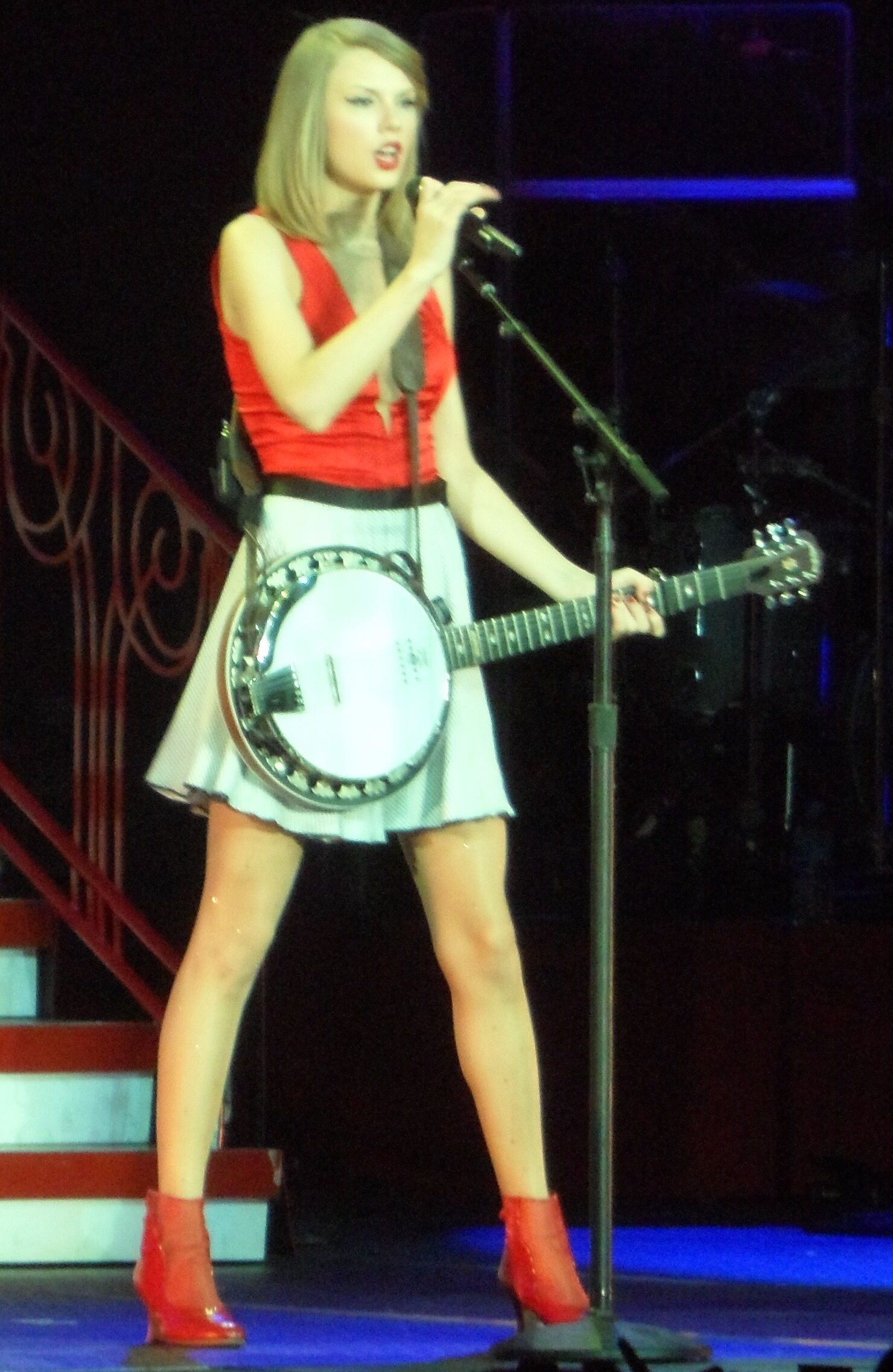
سوئیفت در شب ۹ ژوئن ۲۰۱۴ در سنگاپور «بدجنس» را اجرا کرد.
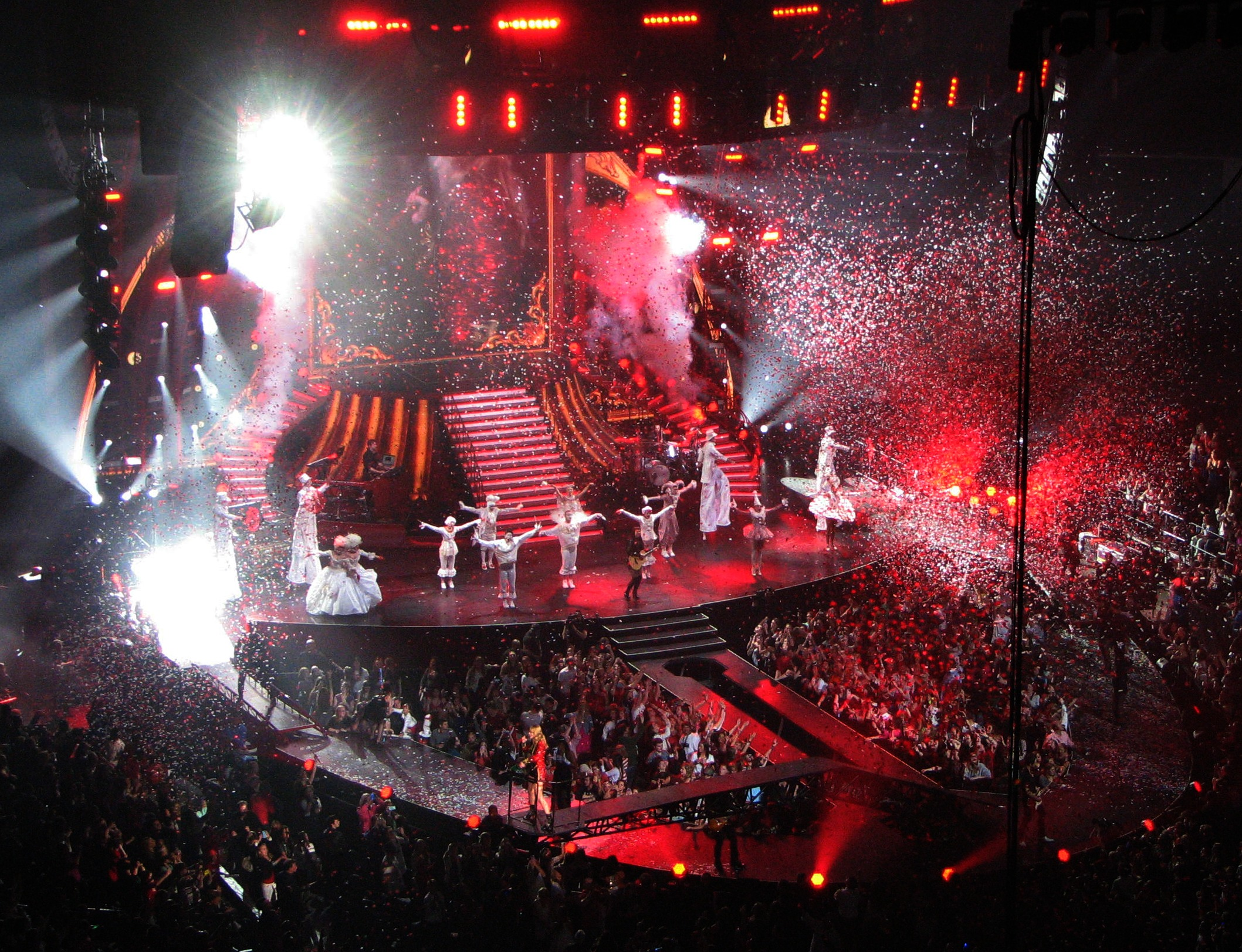
سوئیفت در طول اجرای نمایش «ما هرگز به یکدیگر بازنمی‌گردیم» با کیسه‌های کاغذی از سقف سقوط کرد، در حالی که باند بین کف نیم کره بر سر مخاطب برداشته شد.
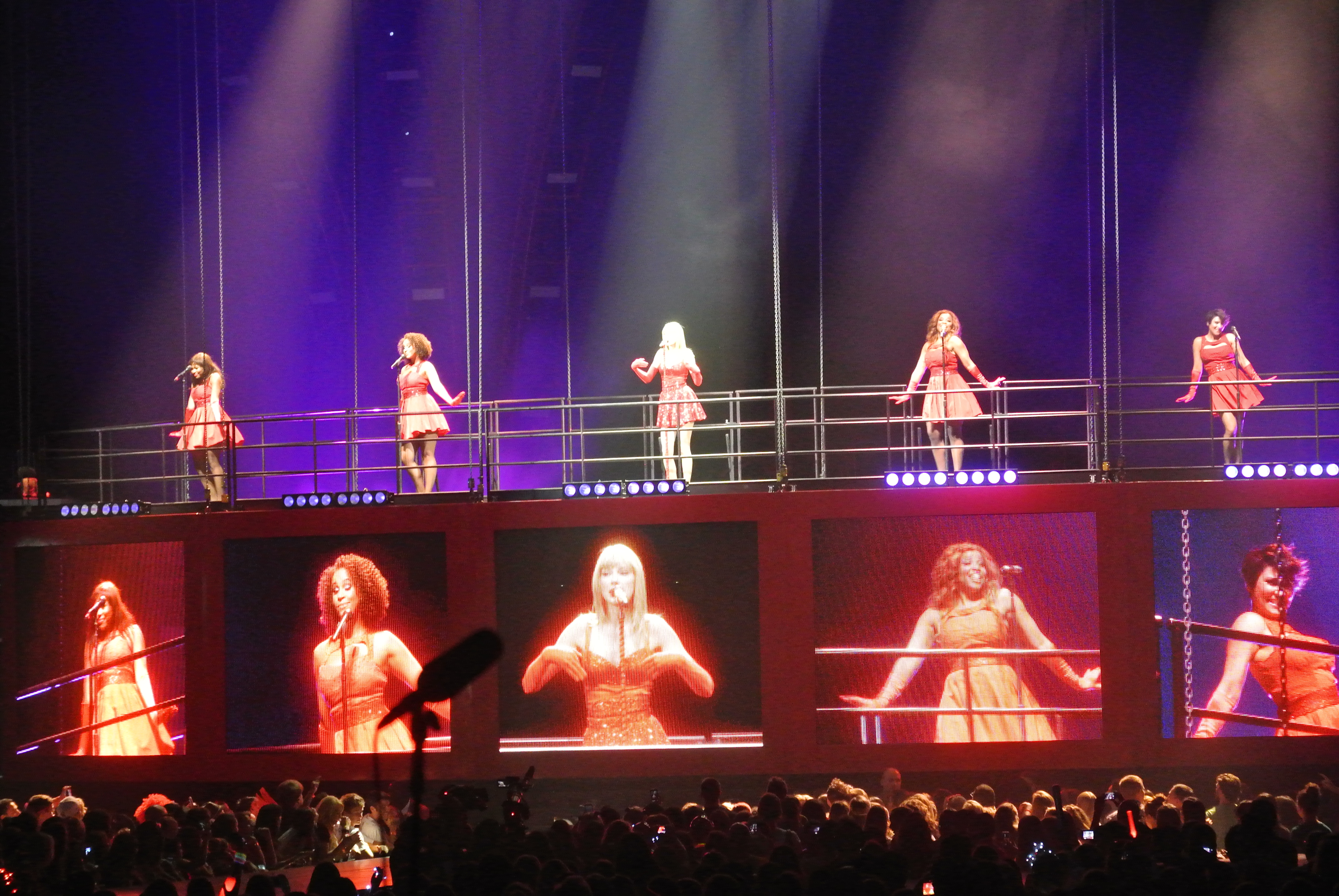
دالتون راس از انترتینمنت ویکلی اظهار داشت که نسخه جدید «تو مال منی» بزرگترین شگفتی شب بود.